# مايك جونستون (طبال)
مايك جونستون (بالإنجليزية: Mike Johnston)‏ هو طبال أمريكي، ولد في 15 أكتوبر 1976.

## وصلات خارجية
- الموقع الرسمي